# Равео
Равео (італ. Raveo) — муніципалітет в Італії, у регіоні Фріулі-Венеція-Джулія,  провінція Удіне.
Равео розташоване на відстані близько 510 км на північ від Рима, 115 км на північний захід від Трієста, 50 км на північний захід від Удіне.
Населення — 469 осіб (2014).

## Демографія
Населення за роками:

Станом на 1 січня 2023 року в муніципалітеті офіційно проживало 20 іноземців з 8 країн, серед них 14 громадян країн Євросоюзу та 1 громадянин України.

## Сусідні муніципалітети
- Енемонцо
- Лауко
- Оваро
- Сокк'єве
- Вілла-Сантіна